# Иван Методиев (поет)
Вижте пояснителната страница за други личности с името Иван Методиев.
Иван Методиев Маринов е български поет.

## Биография
Иван Методиев е роден на 13 септември 1946 г. в София. Син е на учителя-писател Методи Маринов.
Завършва химия в Софийския държавен университет през 1970 г. Работи в Института по почвознание (1973-1982), в издателство „Български художник“ (1982-1983). През 1983-1991 г. е редактор в отдел „Поезия“ на сп. „Септември“ (после „Летописи“). Публикува стихове от 1973 г. Издател, редактор и идеолог на сп. „Нава“ от 1990 г. – издание, свързано с търсения в областта на кратките поетични форми.
Поезията му е опит за разкриване на философските и екзистенциални проблеми, пред които е изправен съвременният човек.
Творбите му са преведени на над 20 езика.
Има три брака и три деца – Милен, Йосиф и Ния.
В началото на юли 2003 г. след кратко боледуване Иван Методиев заминава на почивка в Пиринска Македония. Намерен е мъртъв в местността Лошин на река Места близо до Добринище на 10 юли 2003 г.